# 62
62（六十二、ろくじゅうに、むそふた、むそじあまりふたつ）は自然数、また整数において、61の次で63の前の数である。

## 性質
- 62は合成数であり、正の約数は 1, 2, 31, 62 である。
  - 約数の和は96。
- 62 = 2 × 31
  - 22番目の半素数である。1つ前は58、次は65。
  - 3番目のメルセンヌ素数31の2倍の数である。これは3番目の完全数496の素因数の積が62になることを示している。(496 = 24 × 31) 1つ前は14、次は254。
    - 完全数496の7番目の約数である。1つ前は31、次は124。(オンライン整数列大辞典の数列 A018487)
      - 完全数の約数とみたとき13番目の数である。1つ前は32、次は64。(オンライン整数列大辞典の数列 A096360)
      - 元の数と各位の和の積が完全数になる数である。次は1016。
例: 62 × (6 + 2) = 496
- 1/62 = 0.0161290322580645… (下線部は循環節で長さは15)
  - 逆数が循環小数になる数で循環節が15になる2番目の数である。1つ前は31、次は93。
- 623 = 238328
  - 立方数が2個の同一数字3組で表せる数である。1つ前は11、次は303。(オンライン整数列大辞典の数列 A052051)
- 62 = 21 + 22 + 23 + 24 + 25
  - a = 2 のときの a1 + a2 + a3 + a4 + a5 の値とみたとき1つ前は5、次は363。
  - 2の自然数乗の和とみたとき1つ前は30、次は126。
- 偶数の6番目のノントーティエントである。1つ前は50、次は68。
- 62 = 12 + 52 + 62 = 22 + 32 + 72
  - 3つの平方数の和2通りで表せる8番目の数である。1つ前は59、次は69。(オンライン整数列大辞典の数列 A025322)
  - 異なる3つの平方数の和2通りで表せる最小の数である。次は69。(オンライン整数列大辞典の数列 A025340)
  - 異なる3つの平方数の和 n 通りで表せる最小の数である。1つ前の1通りは14、次の3通りは101。(オンライン整数列大辞典の数列 A025415)
  - 62 = 12 + 52 + 62
    - n = 2 のときの 1n + 5n + 6n の値とみたとき1つ前は12、次は342。(オンライン整数列大辞典の数列 A074516)

  - 62 = 22 + 32 + 72
    - n = 2 のときの 2n + 3n + 7n の値とみたとき1つ前は12、次は378。(オンライン整数列大辞典の数列 A074529)
- π(300) = 62 (ただしπ(x)は素数計数関数)
  - 300までの素数は62個ある。1つ前の200までは46、次の400までは78。(オンライン整数列大辞典の数列 A028505)
- 約数の和が62になる数は1個ある。(61) 約数の和1個で表せる19番目の数である。1つ前は57、次は63。
- 各位の和が8になる7番目の数である。1つ前は53、次は71。
- 62 = 23 + 33 + 33
  - 3つの正の数の立方数の和1通りで表せる9番目の数である。1つ前は55、次は66。(オンライン整数列大辞典の数列 A025395)
- 62 = 82 − 2
  - n = 2 のときの 8n − n の値とみたとき1つ前は7、次は509。(オンライン整数列大辞典の数列 A024089)
- 桁の調和平均が3になる4番目の数である。1つ前は33、次は236。(オンライン整数列大辞典の数列 A062181)
例．2/1/6 + 1/2 = 3
- n = 62 のとき n と n + 1 を並べた数を作ると素数になる。n と n + 1 を並べた数が素数になる9番目の数である。1つ前は56、次は68。(オンライン整数列大辞典の数列 A030457)
- 62 = 496 × 53 × 10−3

## その他 62 に関すること
- 原子番号 62 の元素はサマリウム (Sm)。
- 第62代天皇は村上天皇である。
- 日本の第62代内閣総理大臣は佐藤榮作である。
- 大相撲の第62代横綱は大乃国康である。
- 第62代ローマ教皇はベネディクトゥス1世（在位：575年6月2日～579年7月30日）である。
- 易占の六十四卦で第62番目の卦は、雷山小過。
- クルアーンにおける第62番目のスーラは合同礼拝である。
- 短期大学と2年制専門学校の卒業に必要な単位数。
- 平年の場合3月3日は年始から数えて62日目に当てはまる。通称ひなまつり。閏年の62日目は3月2日となる。
- UHF のテレビチャンネルは 62 まで。
- かつての定型郵便物の封書（25g以内）とはがきの郵便料金は 62 円（封書は1989年4月1日から1994年1月23日、はがきは2017年6月1日から2019年9月30日）だった。
- 「62」の形式を持つ鉄道車両。
  - 国鉄C62形蒸気機関車
  - 国鉄EF62形電気機関車
  - 国鉄ED62形電気機関車
  - 国鉄モハ62形電車
- 62はシュノーケルの楽曲。アルバム『SNOWKEL SNORKEL』に収録されている。